# Cá linh
Cá linh hay còn gọi là linh ngư (Danh pháp khoa học: Henicorhynchus) là chi cá thuộc họ Cá chép (Ciprinidae). Chúng là các loài cá trắng nên chỉ thích hợp môi trường nước chảy.
Ở đồng bằng sông Cửu Long, cá linh thùy (Henicorhynchus siamensis) là loài cá phổ biến vào Mùa nước nổi, chúng bơi khắp các đồng rộng, sông dài, kinh to, rạch nhỏ (nhưng lại rất hiếm đối với các tỉnh vùng hạ lưu). Chúng có nguồn gốc từ biển Hồ của Campuchia và cá linh thùy chiếm khoảng 60 – 70% tổng số cá trong mùa nước nổi ở An Giang.

## Tên gọi
Trong tiếng Khmer gọi trêy lênh hoặc trêy rial. Thuật ngữ cá linh được nhắc đến từ thời phong kiến ở Việt Nam do ghi chép của phương Tây như sau: Đức Thế Tổ Nguyễn Ánh từ Vàm Nao [con sông nối Tiền Giang với Hậu Giang ở An Giang], nhưng vì thấy cá này [linh] nhảy vào thuyền, người sanh nghi nên không đi, sau rõ lại nếu đi thì khốn vì có binh phục của Tây Sơn tại Thủ Chiến Sai [Chợ Thủ, ngang đầu Cù lao Giêng, nay thuộc huyện Chợ Mới], vì vậy người [Chúa Nguyễn Ánh] đặt tên (cá ấy) là cá linh để tri ân.

## Các loài
Chi cá linh gồm các loài sau đây:

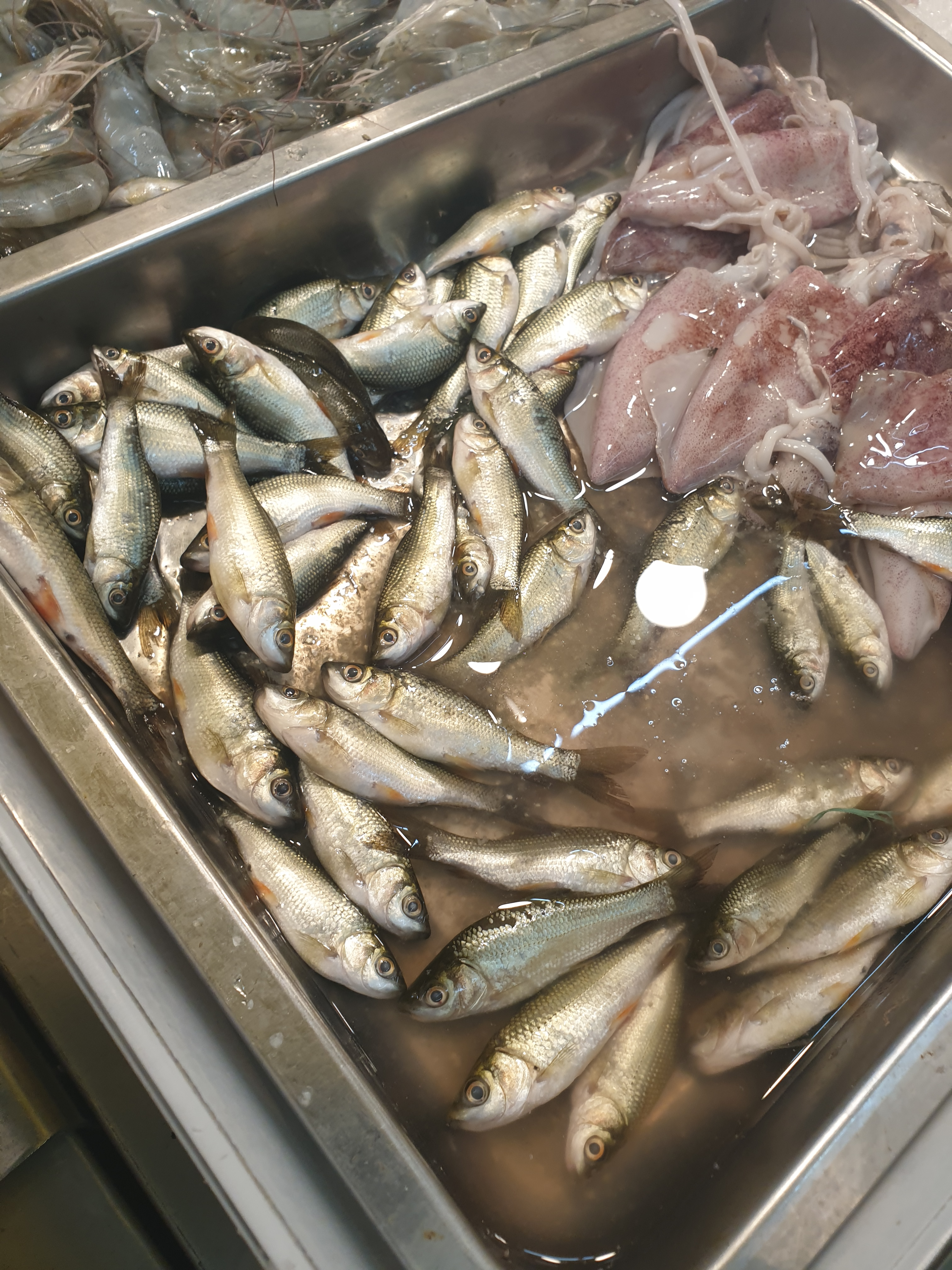
Cá linh Việt Nam tại Bình Long

- Henicorhynchus lineatus (H. M. Smith, 1945)
- Henicorhynchus lobatus H. M. Smith, 1945
- Henicorhynchus ornatipinnis (T. R. Roberts, 1997)
- Henicorhynchus siamensis (Sauvage, 1881): Cá linh thùy hay cá linh ống.